# Vlajka Malawi

Malawiská vlajka
Poměr stran: 2:3

Vlajka Malawi byla přijata 6. července 1964 a po krátkém užívání jiné vlajky znovu přijata 28. května 2012. Má poměr stran 2:3 a tvoří ji tři vodorovné pruhy černé, rudé a zelené barvy. V horním pruhu je zobrazeno stoupající rudé slunce s 31 paprsky, symbolizující úsvit naděje na začátku nezávislosti této země. Černá symbolizuje malawský lid, rudá mučednické utrpení za svobodu a samostatnost afrických zemí, zelená symbolizuje přírodu.

Vlajka malawiského prezidenta Poměr stran: 2:3

## Historie
29. července 2010 schválil malawský prezident Bingu wa Mutharika novou podobu vlajky, kterou předtím odsouhlasila vláda. Došlo ke změně pořadí pruhů, aby odpovídaly panafrické vlajce. Původní vycházející červené slunce nahradilo celé bílé slunce uprostřed vlajky, které mělo symbolizovat, že se země z rozvojové stala rozvinutou. Změna však nezískala mezi obyvateli podporu a po nástupu nové prezidentky Joyce Bandové v roce 2012 byla předchozí vlajka navrácena.

Vlajka Britské středni Afriky (do roku 1907) Poměr stran: 1:2
Ňaská vlajka (1914–1919) Poměr stran: 1:2
Vlajka ňaského guvernéra (1914–1964) Poměr stran: 1:2
Ňaská vlajka (1919–1964) Poměr stran: 1:2
Vlajka Federace Rhodesie a Ňaska (1953–1963) Poměr stran: 1:2
Malawiská vlajka (1964–2010), shodná se současnou vlajkou Poměr stran: 2:3
Vlajka malawiského guvernéra (1964–1966) Poměr stran: 1:2
Malawiská vlajka (2010–2012) Poměr stran: 2:3